# Giuseppe Cavaleri
Giuseppe Cavaleri (Grotteria, 13 gennaio 1829 – 5 luglio 1880) è stato un pittore e scultore italiano.

## Biografia
Si recò a Napoli molto giovane per iscriversi al Reale Istituto delle Belle Arti dove si diplomò. Fervente patriota, partecipò ai moti liberali del 1848, e fu incarcerato a Procida dove incontrò Rocco Larussa di Villa San Giovanni, incontro che si trasformò subito in una fraterna amicizia. Finiti gli studi ritornò a Grotteria ed aprì nel 1855 una bottega d'arte, frequentata da molti giovani artisti (compreso il La Russa), dando il via ad un'intensa attività di ritrattista, per gli esponenti delle maggiori famiglia nobili della zona.
La sua attività principale fu però indirizzata ai soggetti sacri, tanto che in molte chiese calabresi sono presenti opere del maestro.
Di grande importanza artistica sono:
- il Gruppo ligneo della "Pietà", nella chiesa dell'Addolorata a Gioiosa Jonica (definito da molti critici il suo capolavoro per l'espressività dei volti e la struggente posa dei corpi);
- la Statua del "Cristo Risorto", nella Cattedrale di Gerace;
- la Statua di Sant'Antonio Abate, nella chiesa Matrice di Grotteria (creata a somiglianza di un contadino di Grotteria);
- la Tela del Battista nella chiesa di San Giovanni di Gerace;
- la Tela della Madonna di Pugliano, nell'omonima chiesa a Bianco.

### Morte
Morì il 5 luglio 1880, lasciando incompiuta una statua lignea della Madonna.